# Sistema de grupos sanguíneos ABO

Antígenos del grupo sanguíneo ABO presentes en los glóbulos rojos y anticuerpos IgM presentes en el suero

El sistema de grupo sanguíneo ABO suele denotar la presencia en la membrana de los glóbulos rojos humanos de uno, ambos o ninguno de los antígenos A y B, también conocidos como aglutinógenos porque aglutinan los glóbulos rojos. En transfusiones de sangre humana es el más importante de los 38 sistemas de clasificación de grupos de sangre diferente actualmente reconocidos. Los donantes de sangre y los receptores deben tener grupos compatibles, ya que una incompatibilidad puede causar una reacción adversa potencialmente fatal después de una transfusión, o una respuesta inmune indeseada a un órgano trasplantado. Los anticuerpos asociados anti-A y anti-B son normalmente  anticuerpos IgM e IgG, producidos en los primeros años de vida por sensibilización a sustancias medioambientales como alimentos, bacterias, y virus.
Los tipos de sangre ABO fueron descubiertos por Karl Landsteiner en 1901, recibiendo por sus trabajos el Premio Nóbel en Fisiología o Medicina en 1930. Los tipos de sangre ABO están también presentes en otros primates como simios y monos del Viejo Mundo.

## Genética
Los grupos sanguíneos se heredan de ambos padres. El tipo de sangre ABO está controlado por un único gen (el gen ABO) con tres tipos de alelos nombrados en genética clásica: i, IA, y IB. El gen codifica una glucosiltransferasa —esto es, una enzima que modifica el contenido de carbohidratos de los antígenos de los glóbulos rojos. El gen está localizado en el brazo largo del cromosoma 9 (9q34).
El alelo IA codifica el antígeno o aglutinógeno A, IB codifica el aglutinógeno B e i codifica un antígeno poco funcional, dando como resultado el grupo O. Como tanto IA como IB son dominantes sobre i, solo las personas ii tienen sangre grupo O. Las personas con IAIA o IAi tienen sangre grupo A, y las personas con IBIB o IBi tienen grupo B. Las personas con IAIB tienen ambos fenotipos, porque A y B expresan una relación de codominancia, lo que significa que los padres de grupos A y B pueden tener un niño AB. Una pareja de grupo A y grupo B también puede tener un hijo del grupo O si ambos son heterocigotos (IBi, IAi). El fenotipo cis-AB tiene una sola enzima que crea antígenos A y B. Los glóbulos rojos resultantes generalmente no expresan el antígeno A o B al mismo nivel que se esperaría en los glóbulos rojos del grupo A1 o B común, lo que puede ayudar a resolver el problema de un grupo sanguíneo aparentemente genéticamente imposible.
| Herencia de grupo sanguíneo |           |                   |                          |                    |                          |                    |                        |
| Tipo de sangre              |           | O                 | A                        | A                  | B                        | B                  | AB                     |
|                             | Genotipo  | ii (OO)           | IAi (AO)                 | IAIA (AA)          | IBi (BO)                 | IBIB (BB)          | IAIB (AB)              |
| O                           | ii (OO)   | O OO OO OO OO     | O o A AO OO AO OO        | A AO AO AO AO      | O o B BO OO BO OO        | B BO BO BO BO      | A o B AO BO AO BO      |
| A                           | IAi (AO)  | O o A AO AO OO OO | O o A AA AO AO OO        | A AA AA AO AO      | O, A, B o AB AB AO BO OO | B o AB AB AB BO BO | A, B o AB AA AB AO BO  |
| A                           | IAIA (AA) | A AO AO AO AO     | A AA AO AA AO            | A AA AA AA AA      | A o AB AB AO AB AO       | AB AB AB AB AB     | A o AB AA AB AA AB     |
| B                           | IBi (BO)  | O o B BO BO OO OO | O, A, B o AB AB BO AO OO | A o AB AB AB AO AO | O o B BB BO BO OO        | B BB BB BO BO      | A, B o AB AB BB AO BO  |
| B                           | IBIB (BB) | B BO BO BO BO     | B o AB AB BO AB BO       | AB AB AB AB AB     | B BB BO BB BO            | B BB BB BB BB      | B o AB AB BB AB BB     |
| AB                          | IAIB (AB) | A o B AO AO BO BO | A, B o AB AA AO AB BO    | A o AB AA AA AB AB | A, B o AB AB AO BB BO    | B O AB AB AB BB BB | A, B, o AB AA AB AB BB |

La tabla anterior resume los diferentes grupos sanguíneos que los niños pueden heredar de sus padres. Los genotipos se muestran en la segunda columna y en letra sencilla para la descendencia: AO y AA dan el grupo A; BO y BB dan el tipo B. Las cuatro posibilidades representan las combinaciones obtenidas cuándo un alelo está tomado de cada padre; cada cual tiene una probabilidad del 25%, pero algunos ocurren más de una vez. El texto resume los resultados.
| Herencia de grupo sanguíneo por fenotipo |       |              |              |            |
| Tipo de sangre                           | O     | A            | B            | AB         |
| O                                        | O     | O o A        | O o B        | A o B      |
| A                                        | O o A | O o A        | O, A, B o AB | Un, B o AB |
| B                                        | O o B | O, A, B o AB | O o B        | A, B o AB  |
| AB                                       | A o B | A, B o AB    | A, B o AB    | A, B o AB  |

Históricamente, los análisis de sangre ABO se usaban en las pruebas de paternidad, pero en 1957 solo el 50% de los hombres estadounidenses acusados falsamente podían usarlos como prueba contra la paternidad.. Ocasionalmente, los tipos de sangre de los niños no son compatibles con las expectativas—por ejemplo, un niño del grupo O puede nacer de un padre AB —debido a situaciones raras, como los fenotipos Bombay y cis AB.

### Subgrupos
El tipo de sangre A contiene alrededor de 20 subgrupos, de los cuales A1 y A2 son los más comunes (más del 99%). A1 constituye aproximadamente el 80% de toda la sangre de tipo A, y A2 constituye casi todo el resto. Estos dos subgrupos no siempre son intercambiables en lo que respecta a la transfusión, ya que algunos individuos A2 producen anticuerpos contra el antígeno A1. A veces pueden surgir complicaciones en casos raros al tipificar la sangre.
Con el desarrollo de la secuenciación del ADN, ha sido posible identificar un número mucho mayor de alelos en el locus ABO, cada uno de los cuales puede categorizarse como A, B u O en términos de la reacción a la transfusión, pero que pueden distinguirse por variaciones en la secuencia de ADN. Hay seis alelos comunes en individuos blancos del gen ABO que producen cada tipo de sangre:
| A                   | B         | O                           |
| ------------------- | --------- | --------------------------- |
| A101 (A1) A201 (A2) | B101 (B1) | O01 (O1) O02 (O1v) O03 (O2) |

El mismo estudio también identificó 18 alelos raros, que generalmente tienen una actividad de glicosilación más débil. Las personas con alelos débiles de A a veces pueden expresar anticuerpos anti-A, aunque estos generalmente no son clínicamente significativos ya que no interactúan de manera estable con el antígeno a temperatura corporal.
Cis AB es otra variante rara, en la que los genes A y B se transmiten juntos de un solo padre.[cita requerida]

## Relevancia clínica
Las moléculas de carbohidratos en la superficie de los glóbulos rojos tienen funciones en la integridad de la membrana celular, la adhesión celular, el transporte de moléculas por la membrana y actúan como receptores de ligandos extracelulares y enzimas. Se ha descubierto que los antígenos ABO tienen funciones similares en las células epiteliales y en los glóbulos rojos. Además, otro gran estudio de GWAS ha asociado los grupos sanguíneos ABO-histo así como el estado secretor de FUT2 con la presencia en el microbioma intestinal de especies bacterianas específicas. En este caso la asociación fue con Bacteroides y Faecalibacterium spp. Se ha demostrado que los bacteroides de la misma OTU (unidad taxonómica operativa) están asociados con la enfermedad inflamatoria intestinal, por lo que el estudio sugiere un papel importante para los antígenos del grupo histo-sanguíneo ABO como candidatos para la modulación directa del microbioma humano. en salud y enfermedad.

### Enfermedad hemolítica del recién nacido
La enfermedad hemolítica del recién nacido (EHRN), también llamada eritroblastosis fetal, es un trastorno sanguíneo en el que una madre produce anticuerpos durante el embarazo que atacan los glóbulos rojos de su propio feto, cuando la madre y el bebé tienen tipos de sangre diferentes.
Se clasifican varios tipos de EHRN según los aloantígenos que provocan la respuesta. En orden de incidencia, los tipos incluyen ABO, los antígenos del factor RH (anti-RhD, anti-RhE, anti-Rhc, anti-Rhe y anti-RhC), combinaciones de multiantígenos y anti-Kell.[cita requerida]